# Walter Alva Alva
Walter Alva Alva (Contumazá, 28 de junio de 1951) es un arqueólogo peruano. Se hizo célebre por su descubrimiento de las Tumbas Reales de Sipán, entre las que destaca la del llamado Señor de Sipán. Estos hallazgos permitieron un mejor conocimiento de la cultura moche (civilización prehispánica que se desarrolló en el norte del Perú entre el siglo II y el siglo VIII d. C.)

## Biografía
Walter Alva Alva nació en el distrito de Contumazá, provincia del mismo nombre, en el departamento de Cajamarca. Hijo de Lorenzo Alva Lezcano y de Carmen Alva Mostacero. Cursó sus estudios escolares en el Colegio Nacional San Juan, en Trujillo. Luego ingresó a la Universidad Nacional de Trujillo, donde se graduó de licenciado.
En 1977 asumió el cargo de director del Museo Brüning de Lambayeque. Realizó excavaciones arqueológicas en las Salinas de Chao (1977), en el valle de Zaña (1977-1978), en el Morro Eten (1979) y en Purulén (1983). Pero sería el descubrimiento de las Tumbas reales moches en Sipán lo que le daría fama universal.

### Los hallazgos de Sipán
En febrero de 1987 Alva fue alertado por la policía del saqueo de una tumba moche en la localidad de Sipán, cercana a la ciudad de Chiclayo. Dicho sitio arqueológico era conocido tradicionalmente como la Huaca Rajada.

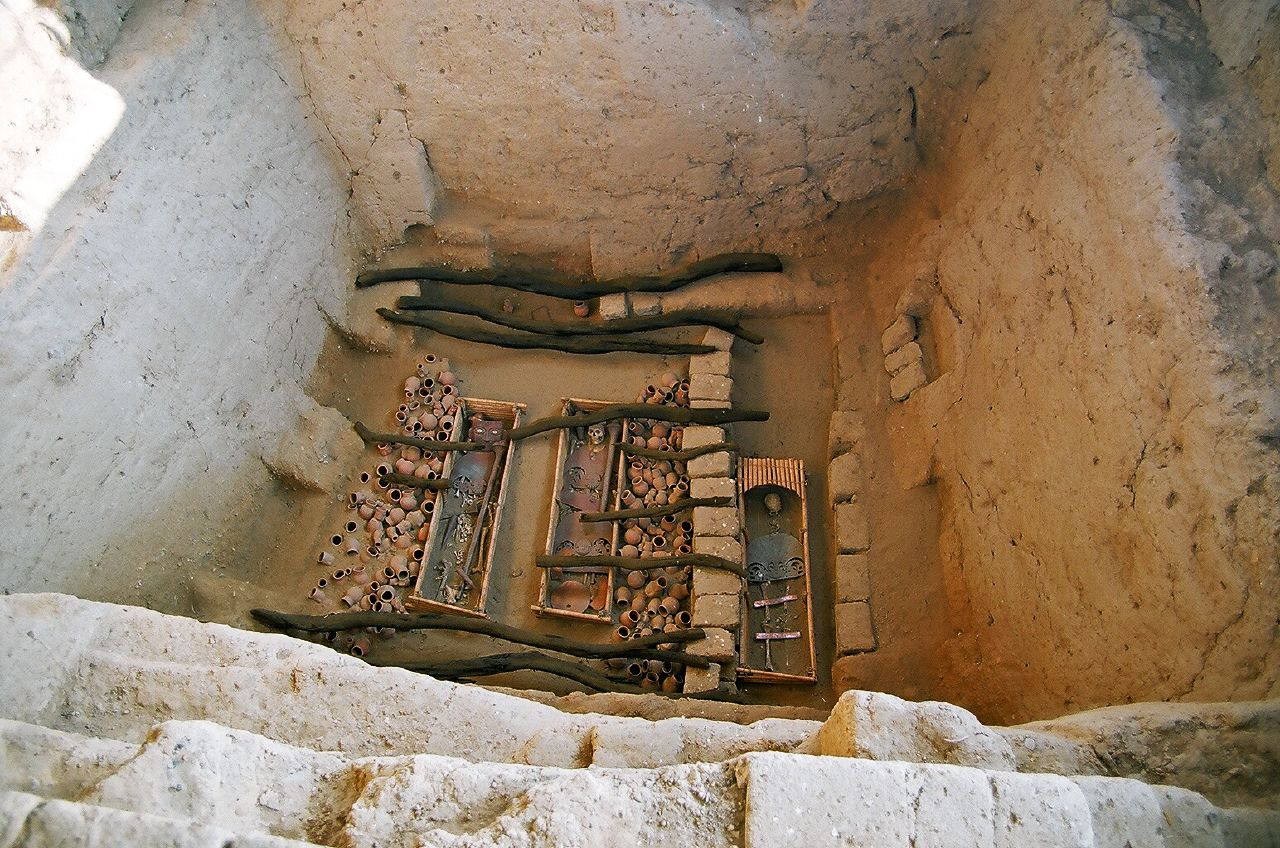
Walter Alva y su equipo descubrieron las tumbas intactas de dos reyes moche, (conocidos popularmente como "El Señor de Sipán" y "El viejo Señor de Sipán") enterrados con sendos acompañantes.

Alva y su equipo (compuesto entre otros por los arqueólogos Luis Chero Zurita y Susana Meneses) emprendieron en la Huaca Rajada labores arqueológicas de rescate y notaron que, lo que quedaba de la tumba saqueada, evidenciaba una riqueza inusual en los entierros moche hasta entonces conocidos. Lo que empezó como una campaña de arqueología de rescate se convirtió en un proyecto arqueológico permanente, al quedar claro que el sitio podría contener otras tumbas de estatus similar. En efecto, en ese y los años siguientes, se encontraron las tumbas intactas de dos reyes moche (conocidos popularmente como "El Señor de Sipán" y "El viejo Señor de Sipán"), enterrados con sendos acompañantes; a lo largo de 20 años de trabajo se han excavado arqueológicamente 16 tumbas de la nobleza moche. Entre los últimos hallazgos está la Tumba 14, que pertenece a un sacerdote-guerrero, ataviado como el cuarto personaje de la escena de la presentación pintada en cerámica donde figuran las principales deidades moches. La Tumba 15 (2008) y la Tumba 16 (2009-2010) corresponden a nobles que vivieron en la etapa más temprana de Sipán.
Estos hallazgos (que son consideradas las tumbas más ricas halladas en las Américas en tiempos modernos, por la calidad de las joyas y ornamentos que conforman el ajuar funerario) arrojaron nuevas luces sobre la organización de la sociedad moche y el rol de sus dirigentes, y captaron el interés del público internacional. Eso le permitió en 2005 ser guionista de la película El señor de Sipán por la productora Explora Films de España.
Alva ha sido, a su vez, un tenaz enemigo del tráfico de arte precolombino, y promotor de la construcción de un museo para los hallazgos de Sipán, cruzada que culminó en 2002 con la inauguración del muy moderno Museo Tumbas Reales de Sipán, del que actualmente es director. 

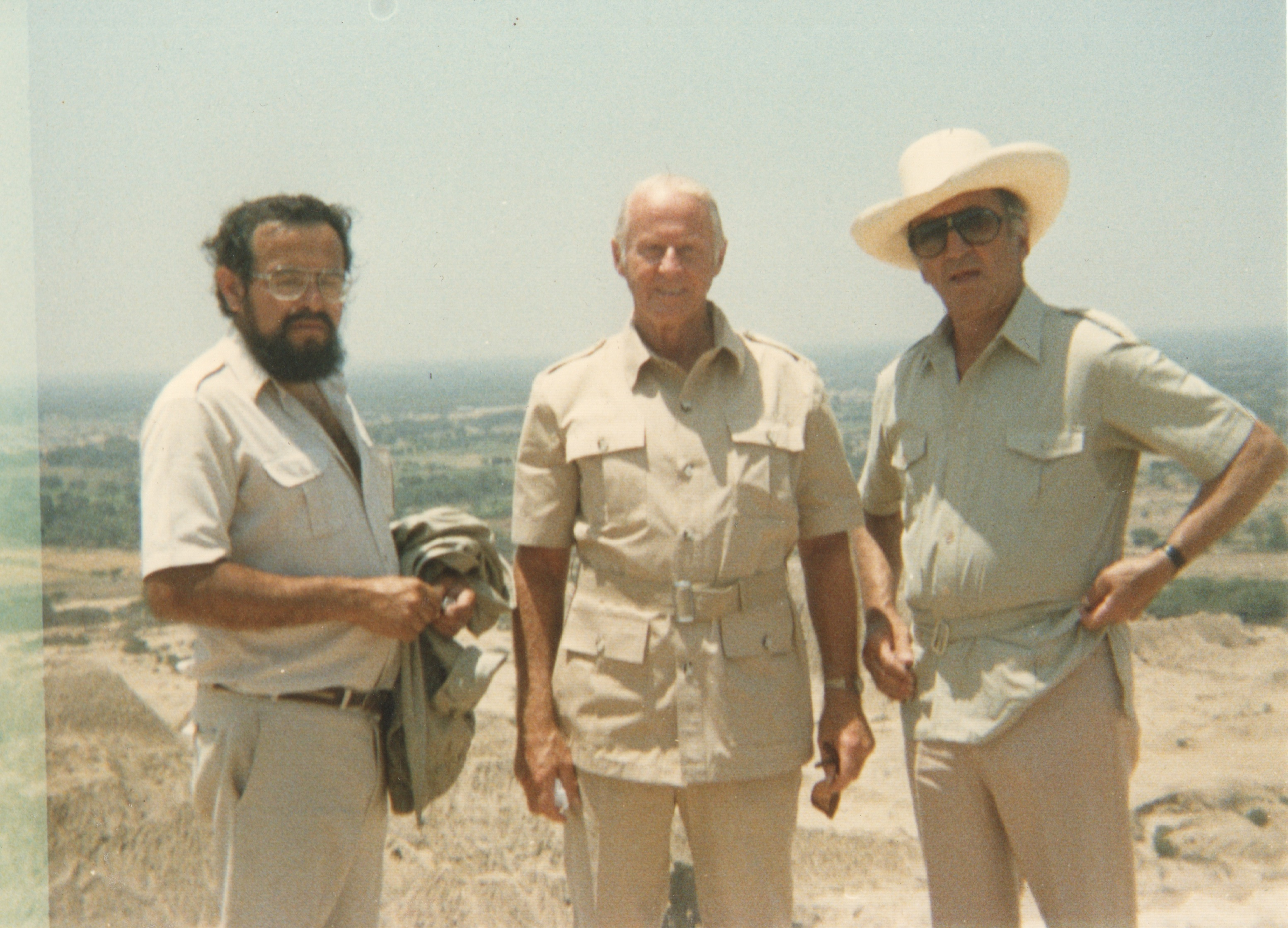
Walter Alva, Thor Heyerdahl y Guillermo Ganoza Vargas en Túcume.

Desde el año 2015 Alva ha generado nuevos proyectos, como el reinicio de los trabajos de campo en Sipán, dirigidos por Luis Chero Zurita; la construcción del Museo de Sitio de Sipán y Huaca Rajada, obras comunales, gracias al apoyo del fondo Ítalo-Peruano. También se ha iniciado otro frente de investigación, codirigido con Ignacio Alva, en Ventarrón, donde se encuentra el mural más antiguo del norte peruano, Collud-Zarpan, evidencias de los periodos Arcaico y Formativo respectivamente.
Numerosos proyectos quedan en el horizonte como la construcción del Museo de Cajamarca, el Museo de Sitio de Úcupe y trabajos en otros importantes yacimientos arqueológicos del valle de Lambayeque.

## Premios y reconocimientos
- Orden El Sol del Perú (1990)
- Distinción honoraria del Instituto Arqueológico Alemán (1991)
- Título de profesor honorario de la Universidad Nacional Pedro Ruiz Gallo de Lambayeque (1991)
- Medalla de honor del Congreso de la República del Perú (1999).
- Doctor honoris causa de la Universidad Inca Garcilaso de la Vega.[3]
- Doctor honoris causa por la Universidad de Piura (2001).
- Premio Esteban Campodónico (2015) por actividad profesional destacada.[4]

## Publicaciones
- Geoglifos del Formativo en el valle de Zaña (1982)
- Los murales de Úcupe (1983)
- Tumbas reales de Sipán (1983)
- El descubrimiento del tesoro mochica (1989)
- Orfebrería del Formativo (1992)
- Sipán (1994)